# Play-offs Nederlands voetbal 2025
De play-offs van het Nederlands voetbal in 2025 werden na afloop van de reguliere competitie gespeeld. Hierin streden 4 clubs uit de Eredivisie voor deelname aan de UEFA Conference League. Daarnaast speelden een zevental clubs voor promotie/handhaving naar/in de Eredivisie. Tijdens deze wedstrijden was er ook een video-assistent (VAR) aanwezig.
Daarnaast speelden een achttal clubs voor promotie/handhaving naar/in de Tweede divisie en een zestiental clubs voor promotie/handhaving naar/in de Derde divisie.

## Play-offs voor de UEFA Conference League
Deze play-offs werden gespeeld door de nummers 5, 6, 8 en 9 van de Eredivisie. Aan het eind van het seizoen werden de volgende Europese tickets toegewezen:
- Eredivisie #1: competitiefase Champions League
- Eredivisie #2: competitiefase Champions League
- Eredivisie #3: derde voorronde Champions League
- Eredivisie #4: tweede voorronde Europa League
- Bekerwinnaar(/Eredivisie #7): competitiefase Europa League (ticket van het KNVB Bekertoernooi) 1
- Eredivisie play-offs (#5, #6, #8 of #9): tweede voorronde Conference League 1

1 De clubs op de plekken vijf tot en met acht spelen normaliter in de play-offs om één ticket dat recht geeft tot toegang tot de tweede kwalificatieronde van de Conference League. Dat zijn respectievelijk AZ, FC Twente, Go Ahead Eagles en N.E.C. Go Ahead Eagles plaatst zich direct voor de competitiefase van de Europa League, omdat zij de TOTO KNVB Beker heeft gewonnen, hoeft in dit geval niet de play-offs te spelen en daarom krijgt ook de nummer negen (sc Heerenveen) een ticket voor de play-offs.
De play-offs werden over één wedstrijd per ronde gespeeld met als regel dat bij een gelijke stand na 90 minuten er werd verlengd en eventueel overgaan werd op het nemen van strafschoppen. De club met de hoogste classificatie speelde thuis.

### Wedstrijdschema
|  | halve finales 22 mei | halve finales 22 mei | halve finales 22 mei |   |                    | finale 25 mei | finale 25 mei | finale 25 mei |
|  |                      |                      |                      |   |                    |               |               |               |
|  | ERE5                 | AZ                   | 4                    |   |                    |               |               |               |
|  | ERE9                 | sc Heerenveen        | 1                    |   |                    |               |               |               |
|  | ERE9                 | sc Heerenveen        | 1                    |   | A                  | AZ            | 3             |               |
|  |                      |                      |                      |   | A                  | AZ            | 3             |               |
|  |                      | B                    | FC Twente            | 2 |                    |               |               |               |
|  | ERE6                 | B                    | FC Twente            | 2 | FC Twente (w.n.v.) | 3             |               |               |
|  | ERE6                 |                      |                      |   | FC Twente (w.n.v.) | 3             |               |               |
|  | ERE8                 | N.E.C.               | 2                    |   |                    |               |               |               |

### Halve finales

#### Wedstrijd A
|                       |                                   |         |                | |
| 22 mei 2025 18:45 uur | AZ                                | 4 – 1   | sc Heerenveen  | Stadion: AFAS Stadion, Alkmaar Toeschouwers: 12.007 Scheidsrechter: Nagtegaal Video-assistent: Kamphuis |
| 22 mei 2025 18:45 uur | Meerdink 3', 21', 45' Penetra 66' | Verslag | 74' Nicolaescu | Stadion: AFAS Stadion, Alkmaar Toeschouwers: 12.007 Scheidsrechter: Nagtegaal Video-assistent: Kamphuis |
| 22 mei 2025 18:45 uur |                                   |         |                | Stadion: AFAS Stadion, Alkmaar Toeschouwers: 12.007 Scheidsrechter: Nagtegaal Video-assistent: Kamphuis |
| 22 mei 2025 18:45 uur |                                   |         |                | Stadion: AFAS Stadion, Alkmaar Toeschouwers: 12.007 Scheidsrechter: Nagtegaal Video-assistent: Kamphuis |
|                       |                                   |         |                | |

#### Wedstrijd B
|                       |                                                     |              |                         | |
| 22 mei 2025 21:00 uur | FC Twente                                           | 3 – 2 (n.v.) | N.E.C.                  | Stadion: De Grolsch Veste, Enschede Toeschouwers: 27.000 Scheidsrechter: Van der Eijk Video-assistent: Higler |
| 22 mei 2025 21:00 uur | Sadílek 16' Van Hoorenbeeck 41' Steijn 62' Taha 94' | Verslag      | 47' Sano 57' Van Crooij | Stadion: De Grolsch Veste, Enschede Toeschouwers: 27.000 Scheidsrechter: Van der Eijk Video-assistent: Higler |
| 22 mei 2025 21:00 uur |                                                     |              |                         | Stadion: De Grolsch Veste, Enschede Toeschouwers: 27.000 Scheidsrechter: Van der Eijk Video-assistent: Higler |
| 22 mei 2025 21:00 uur |                                                     |              |                         | Stadion: De Grolsch Veste, Enschede Toeschouwers: 27.000 Scheidsrechter: Van der Eijk Video-assistent: Higler |
|                       |                                                     |              |                         | |

### Finale

#### Wedstrijd C
|                                                                            |                                         |         |                        | |
| 25 mei 2025 18:00 uur                                                      | AZ                                      | 3 – 2   | FC Twente              | Stadion: AFAS Stadion, Alkmaar Toeschouwers: 14.154 Scheidsrechter: Gözübüyük Video-assistent: Van Boekel |
| 25 mei 2025 18:00 uur                                                      | Meerdink 43' Van Bommel 53' Sadiq 90+3' | Verslag | 22' (pen.), 40' Steijn | Stadion: AFAS Stadion, Alkmaar Toeschouwers: 14.154 Scheidsrechter: Gözübüyük Video-assistent: Van Boekel |
| 25 mei 2025 18:00 uur                                                      |                                         |         |                        | Stadion: AFAS Stadion, Alkmaar Toeschouwers: 14.154 Scheidsrechter: Gözübüyük Video-assistent: Van Boekel |
| 25 mei 2025 18:00 uur                                                      |                                         |         |                        | Stadion: AFAS Stadion, Alkmaar Toeschouwers: 14.154 Scheidsrechter: Gözübüyük Video-assistent: Van Boekel |
| Bijz.: AZ plaatste zich voor de tweede voorronde van de Conference League. |                                         |         |                        | |

## Play-offs om promotie/degradatie Eredivisie/Eerste divisie
In de periode van 12 mei tot en met 1 juni werden de play-offs om promotie/degradatie tussen de Eerste divisie en de Eredivisie gespeeld. De play-offs werden gespeeld door de nummer 16 van de Eredivisie 2024/25, aangevuld met zes clubs uit de Eerste divisie 2024/25. De nummer 17 en nummer 18 van de Eredivisie degradeerden direct. De kampioen en nummer 2 van de Eerste divisie promoveerden direct.
Van de zes clubs uit de Eerste divisie 2024/25 kregen vier teams het recht tot deelname aan de play-offs op grond van de resultaten in de perioden. Dit waren:
- Periode 1: FC Den Bosch
- Periode 2: FC Volendam
- Periode 3: ADO Den Haag
- Periode 4: Excelsior Rotterdam

FC Volendam (kampioen) en Excelsior Rotterdam (nummer 2) promoveerden direct naar de Eredivisie, daardoor werden de play-offtickets doorgeschoven naar de eerstvolgende hoogst geklasseerde club (die het recht tot deelname aan de play-offs nog niet heeft verkregen) in de reguliere eindstand.
De deelnemende clubs voor de eerste ronde waren zes clubs uit de Eerste divisie en dat waren: SC Cambuur (ED3), ADO Den Haag (ED4), FC Dordrecht (ED5), De Graafschap (ED6), Telstar (ED7) en FC Den Bosch (ED9).
De deelnemende club voor de halve finales was de nummer 16 van de Eredivisie en dat was: Willem II (ERE16).
De clubs uit de Eerste divisie kregen een classificatie mee op basis van de eindstand van de ranglijst. Zo was de club die derde eindigt aangeduid met ED3 en tot en met ED9 voor de clubs op de plaatsen tot en met 9.
Tevens werden deze play-offs over twee wedstrijden per ronde gespeeld met als regel dat bij een gelijke stand over die twee wedstrijden er werd verlengd en eventueel overgaan werd op het nemen van strafschoppen. De club met de hoogste classificatie speelde in de tweede wedstrijd thuis.

### Wedstrijdschema
|  | eerste ronde 12/13 en 16/17 mei | eerste ronde 12/13 en 16/17 mei | eerste ronde 12/13 en 16/17 mei | eerste ronde 12/13 en 16/17 mei | eerste ronde 12/13 en 16/17 mei |   |       | halve finales 20/21 en 23/24 mei | halve finales 20/21 en 23/24 mei | halve finales 20/21 en 23/24 mei | halve finales 20/21 en 23/24 mei | halve finales 20/21 en 23/24 mei |   |         | finale 29 mei en 1 juni | finale 29 mei en 1 juni | finale 29 mei en 1 juni | finale 29 mei en 1 juni | finale 29 mei en 1 juni |
|  |                                 |                                 |                                 |                                 |                                 |   |       |                                  |                                  |                                  |                                  |                                  |   |         |                         |                         |                         |                         |                         |
|  | ED9                             | FC Den Bosch (w.n.v.)           | 1                               | 1                               | 2                               |   |       |                                  |                                  |                                  |                                  |                                  |   |         |                         |                         |                         |                         |                         |
|  | ED3                             | SC Cambuur                      | 0                               | 1                               | 1                               |   |       |                                  |                                  |                                  |                                  |                                  |   |         |                         |                         |                         |                         |                         |
|  | ED3                             | SC Cambuur                      | 0                               | 1                               | 1                               |   | A     | FC Den Bosch                     | 0                                | 1                                | 1                                |                                  |   |         |                         |                         |                         |                         |                         |
|  |                                 |                                 |                                 |                                 |                                 |   | A     | FC Den Bosch                     | 0                                | 1                                | 1                                |                                  |   |         |                         |                         |                         |                         |                         |
|  |                                 |                                 | B                               | Telstar (w.n.v.)                | 0                               | 2 | 2     |                                  |                                  |                                  |                                  |                                  |   |         |                         |                         |                         |                         |                         |
|  | ED7                             | Telstar                         | B                               | Telstar (w.n.v.)                | 0                               | 2 | 2     | 2                                | 1                                | 3                                |                                  |                                  |   |         |                         |                         |                         |                         |                         |
|  | ED7                             | Telstar                         |                                 |                                 |                                 |   |       | 2                                | 1                                | 3                                |                                  |                                  |   |         |                         |                         |                         |                         |                         |
|  | ED4                             | ADO Den Haag                    | 0                               | 0                               | 0                               |   |       |                                  |                                  |                                  |                                  |                                  |   |         |                         |                         |                         |                         |                         |
|  | ED4                             | ADO Den Haag                    | 0                               | 0                               | 0                               |   |       |                                  |                                  |                                  |                                  |                                  | D | Telstar | 2                       | 3                       | 5                       |                         |                         |
|  |                                 |                                 |                                 |                                 |                                 |   |       |                                  |                                  |                                  |                                  |                                  | D | Telstar | 2                       | 3                       | 5                       |                         |                         |
|  |                                 | E                               | Willem II                       | 2                               | 1                               | 3 |       |                                  |                                  |                                  |                                  |                                  |   |         |                         |                         |                         |                         |                         |
|  | ED6                             | De Graafschap                   | 0                               | 0                               | 0                               |   |       |                                  |                                  |                                  |                                  |                                  |   |         |                         |                         |                         |                         |                         |
|  | ED6                             | De Graafschap                   | 0                               | 0                               | 0                               |   |       |                                  |                                  |                                  |                                  |                                  |   |         |                         |                         |                         |                         |                         |
|  | ED5                             | FC Dordrecht                    | 0                               | 2                               | 2                               |   |       |                                  |                                  |                                  |                                  |                                  |   |         |                         |                         |                         |                         |                         |
|  | ED5                             | FC Dordrecht                    | 0                               | 2                               | 2                               |   | C     | FC Dordrecht                     | 2                                | 2                                | 4 (4)                            |                                  |   |         |                         |                         |                         |                         |                         |
|  |                                 |                                 |                                 |                                 |                                 |   | C     | FC Dordrecht                     | 2                                | 2                                | 4 (4)                            |                                  |   |         |                         |                         |                         |                         |                         |
|  |                                 |                                 | ERE16                           | Willem II (w.n.s.)              | 1                               | 3 | 4 (5) |                                  |                                  |                                  |                                  |                                  |   |         |                         |                         |                         |                         |                         |
|  |                                 |                                 | ERE16                           | Willem II (w.n.s.)              | 1                               | 3 | 4 (5) |                                  |                                  |                                  |                                  |                                  |   |         |                         |                         |                         |                         |                         |
|  |                                 |                                 |                                 |                                 |                                 |   |       |                                  |                                  |                                  |                                  |                                  |   |         |                         |                         |                         |                         |                         |

### Eerste ronde

#### Wedstrijd A
|                                     |               |         |            | |
| Wedstrijd 1/2 12 mei 2025 20:00 uur | FC Den Bosch  | 1 – 0   | SC Cambuur | Stadion: Stadion De Vliert, 's-Hertogenbosch Toeschouwers: 6.289 Scheidsrechter: Bos Video-assistent: Martens |
| Wedstrijd 1/2 12 mei 2025 20:00 uur | Doumtsios 20' | Verslag |            | Stadion: Stadion De Vliert, 's-Hertogenbosch Toeschouwers: 6.289 Scheidsrechter: Bos Video-assistent: Martens |
| Wedstrijd 1/2 12 mei 2025 20:00 uur |               |         |            | Stadion: Stadion De Vliert, 's-Hertogenbosch Toeschouwers: 6.289 Scheidsrechter: Bos Video-assistent: Martens |
| Wedstrijd 1/2 12 mei 2025 20:00 uur |               |         |            | Stadion: Stadion De Vliert, 's-Hertogenbosch Toeschouwers: 6.289 Scheidsrechter: Bos Video-assistent: Martens |
|                                     |               |         |            | |

| |             |              |              | |
| Wedstrijd 2/2 16 mei 2025 20:00 uur                                                                                  | SC Cambuur  | 1 – 1 (n.v.) | FC Den Bosch | Stadion: Kooi Stadion, Leeuwarden Toeschouwers: 14.027 Scheidsrechter: Van der Laan Video-assistent: Kamphuis |
| Wedstrijd 2/2 16 mei 2025 20:00 uur                                                                                  | Diemers 61' | Verslag      | 113' Barglan | Stadion: Kooi Stadion, Leeuwarden Toeschouwers: 14.027 Scheidsrechter: Van der Laan Video-assistent: Kamphuis |
| Wedstrijd 2/2 16 mei 2025 20:00 uur                                                                                  |             |              |              | Stadion: Kooi Stadion, Leeuwarden Toeschouwers: 14.027 Scheidsrechter: Van der Laan Video-assistent: Kamphuis |
| Wedstrijd 2/2 16 mei 2025 20:00 uur                                                                                  |             |              |              | Stadion: Kooi Stadion, Leeuwarden Toeschouwers: 14.027 Scheidsrechter: Van der Laan Video-assistent: Kamphuis |
| Bijz.: FC Den Bosch won over twee wedstrijden met een totaalscore van 2 – 1. SC Cambuur blijft in de Eerste divisie. |             |              |              | |

#### Wedstrijd B
|                                     |                            |         |              |                                                                                                   |
| Wedstrijd 1/2 13 mei 2025 18:45 uur | Telstar                    | 2 – 0   | ADO Den Haag | Stadion: 711 Stadion, Velsen Toeschouwers: 4.177 Scheidsrechter: Dieperink Video-assistent: Blank |
| Wedstrijd 1/2 13 mei 2025 18:45 uur | El Kachati 5' Bakker 45+1' | Verslag |              | Stadion: 711 Stadion, Velsen Toeschouwers: 4.177 Scheidsrechter: Dieperink Video-assistent: Blank |
| Wedstrijd 1/2 13 mei 2025 18:45 uur |                            |         |              | Stadion: 711 Stadion, Velsen Toeschouwers: 4.177 Scheidsrechter: Dieperink Video-assistent: Blank |
| Wedstrijd 1/2 13 mei 2025 18:45 uur |                            |         |              | Stadion: 711 Stadion, Velsen Toeschouwers: 4.177 Scheidsrechter: Dieperink Video-assistent: Blank |
|                                     |                            |         |              |                                                                                                   |

| |              |         |                | |
| Wedstrijd 2/2 17 mei 2025 16:30 uur | ADO Den Haag | 0 – 1*  | Telstar        | Stadion: Bingoal Stadion, Den Haag Toeschouwers: 8.793 Scheidsrechter: Nagtegaal Video-assistent: Lindhout |
| Wedstrijd 2/2 17 mei 2025 16:30 uur |              | Verslag | 71' El Kachati | Stadion: Bingoal Stadion, Den Haag Toeschouwers: 8.793 Scheidsrechter: Nagtegaal Video-assistent: Lindhout |
| Wedstrijd 2/2 17 mei 2025 16:30 uur |              |         |                | Stadion: Bingoal Stadion, Den Haag Toeschouwers: 8.793 Scheidsrechter: Nagtegaal Video-assistent: Lindhout |
| Wedstrijd 2/2 17 mei 2025 16:30 uur |              |         |                | Stadion: Bingoal Stadion, Den Haag Toeschouwers: 8.793 Scheidsrechter: Nagtegaal Video-assistent: Lindhout |
| Bijz.: De wedstrijd werd na 88 minuten definitief gestaakt vanwege ongeregeldheden op de tribune, maar het competitiebestuur betaald voetbal heeft hierop besloten de resterende minuten niet uit te spelen, de eindstand is op 0 – 1 bepaald. Telstar won over twee wedstrijden met een totaalscore van 3 – 0. ADO Den Haag blijft in de Eerste divisie. |              |         |                | |

#### Wedstrijd C
|                                     |               |       |              | |
| Wedstrijd 1/2 13 mei 2025 21:00 uur | De Graafschap | 0 – 0 | FC Dordrecht | Stadion: De Vijverberg, Doetinchem Toeschouwers: 10.012 Scheidsrechter: Vos Video-assistent: Kamphuis |
| Wedstrijd 1/2 13 mei 2025 21:00 uur | Verslag       |       |              | Stadion: De Vijverberg, Doetinchem Toeschouwers: 10.012 Scheidsrechter: Vos Video-assistent: Kamphuis |
| Wedstrijd 1/2 13 mei 2025 21:00 uur |               |       |              | Stadion: De Vijverberg, Doetinchem Toeschouwers: 10.012 Scheidsrechter: Vos Video-assistent: Kamphuis |
| Wedstrijd 1/2 13 mei 2025 21:00 uur |               |       |              | Stadion: De Vijverberg, Doetinchem Toeschouwers: 10.012 Scheidsrechter: Vos Video-assistent: Kamphuis |
|                                     |               |       |              | |

| |                        |         |               | |
| Wedstrijd 2/2 17 mei 2025 20:00 uur                                                                                     | FC Dordrecht           | 2 – 0   | De Graafschap | Stadion: M-Scores Stadion, Dordrecht Toeschouwers: 4.100 Scheidsrechter: Hensgens Video-assistent: Blank |
| Wedstrijd 2/2 17 mei 2025 20:00 uur                                                                                     | Parlanti 68' Slory 87' | Verslag |               | Stadion: M-Scores Stadion, Dordrecht Toeschouwers: 4.100 Scheidsrechter: Hensgens Video-assistent: Blank |
| Wedstrijd 2/2 17 mei 2025 20:00 uur                                                                                     |                        |         |               | Stadion: M-Scores Stadion, Dordrecht Toeschouwers: 4.100 Scheidsrechter: Hensgens Video-assistent: Blank |
| Wedstrijd 2/2 17 mei 2025 20:00 uur                                                                                     |                        |         |               | Stadion: M-Scores Stadion, Dordrecht Toeschouwers: 4.100 Scheidsrechter: Hensgens Video-assistent: Blank |
| Bijz.: FC Dordrecht won over twee wedstrijden met een totaalscore van 2 – 0. De Graafschap blijft in de Eerste divisie. |                        |         |               | |

### Halve finales

#### Wedstrijd D
|                                     |              |       |         | |
| Wedstrijd 1/2 20 mei 2025 20:00 uur | FC Den Bosch | 0 – 0 | Telstar | Stadion: Stadion De Vliert, 's-Hertogenbosch Toeschouwers: 6.737 Scheidsrechter: Lindhout Video-assistent: Ruperti |
| Wedstrijd 1/2 20 mei 2025 20:00 uur | Verslag      |       |         | Stadion: Stadion De Vliert, 's-Hertogenbosch Toeschouwers: 6.737 Scheidsrechter: Lindhout Video-assistent: Ruperti |
| Wedstrijd 1/2 20 mei 2025 20:00 uur |              |       |         | Stadion: Stadion De Vliert, 's-Hertogenbosch Toeschouwers: 6.737 Scheidsrechter: Lindhout Video-assistent: Ruperti |
| Wedstrijd 1/2 20 mei 2025 20:00 uur |              |       |         | Stadion: Stadion De Vliert, 's-Hertogenbosch Toeschouwers: 6.737 Scheidsrechter: Lindhout Video-assistent: Ruperti |
|                                     |              |       |         | |

| |                                   |              |                  |                                                                                                 |
| Wedstrijd 2/2 23 mei 2025 20:00 uur                                                                               | Telstar                           | 2 – 1 (n.v.) | FC Den Bosch     | Stadion: 711 Stadion, Velsen Toeschouwers: 4.177 Scheidsrechter: Nijhuis Video-assistent: Blank |
| Wedstrijd 2/2 23 mei 2025 20:00 uur                                                                               | El Kachati 30' (pen.) Bakker 109' | Verslag      | 19' Van Grunsven | Stadion: 711 Stadion, Velsen Toeschouwers: 4.177 Scheidsrechter: Nijhuis Video-assistent: Blank |
| Wedstrijd 2/2 23 mei 2025 20:00 uur                                                                               |                                   |              |                  | Stadion: 711 Stadion, Velsen Toeschouwers: 4.177 Scheidsrechter: Nijhuis Video-assistent: Blank |
| Wedstrijd 2/2 23 mei 2025 20:00 uur                                                                               |                                   |              |                  | Stadion: 711 Stadion, Velsen Toeschouwers: 4.177 Scheidsrechter: Nijhuis Video-assistent: Blank |
| Bijz.: Telstar won over twee wedstrijden met een totaalscore van 2 – 1. FC Den Bosch blijft in de Eerste divisie. |                                   |              |                  |                                                                                                 |

#### Wedstrijd E
|                                     |                   |         |              | |
| Wedstrijd 1/2 21 mei 2025 18:45 uur | FC Dordrecht      | 2 – 1   | Willem II    | Stadion: M-Scores Stadion, Dordrecht Toeschouwers: 4.100 Scheidsrechter: Dieperink Video-assistent: Van Boekel |
| Wedstrijd 1/2 21 mei 2025 18:45 uur | Haen 18' Valk 29' | Verslag | 35' Meerveld | Stadion: M-Scores Stadion, Dordrecht Toeschouwers: 4.100 Scheidsrechter: Dieperink Video-assistent: Van Boekel |
| Wedstrijd 1/2 21 mei 2025 18:45 uur |                   |         |              | Stadion: M-Scores Stadion, Dordrecht Toeschouwers: 4.100 Scheidsrechter: Dieperink Video-assistent: Van Boekel |
| Wedstrijd 1/2 21 mei 2025 18:45 uur |                   |         |              | Stadion: M-Scores Stadion, Dordrecht Toeschouwers: 4.100 Scheidsrechter: Dieperink Video-assistent: Van Boekel |
|                                     |                   |         |              | |

| |                                      |                         |                                                | |
| Wedstrijd 2/2 24 mei 2025 20:00 uur | Willem II                            | 3 – 2 (n.v.) 5 – 4 pen. | FC Dordrecht                                   | Stadion: Koning Willem II Stadion, Tilburg Toeschouwers: 13.800 Scheidsrechter: Higler Video-assistent: Martens |
| Wedstrijd 2/2 24 mei 2025 20:00 uur | St. Jago 3' Mathijsen 7' Lambert 43' | Verslag                 | 16' Slory 80' Ezeb                             | Stadion: Koning Willem II Stadion, Tilburg Toeschouwers: 13.800 Scheidsrechter: Higler Video-assistent: Martens |
| Wedstrijd 2/2 24 mei 2025 20:00 uur | Strafschoppen                        |                         |                                                | Stadion: Koning Willem II Stadion, Tilburg Toeschouwers: 13.800 Scheidsrechter: Higler Video-assistent: Martens |
| Wedstrijd 2/2 24 mei 2025 20:00 uur | Vaesen Sandra Kaygın Lambert Bosch   |                         | Schuurman Kotzebue Van der Sluijs M'Bemba Igor | Stadion: Koning Willem II Stadion, Tilburg Toeschouwers: 13.800 Scheidsrechter: Higler Video-assistent: Martens |
| Bijz.: Willem II speelde over twee wedstrijden gelijk met een totaalscore van 4 – 4, maar won de strafschoppenserie met 5 – 4. FC Dordrecht blijft in de Eerste divisie. |                                      |                         |                                                | |

### Finale

#### Wedstrijd F
|                                     |                                         |         |                         | |
| Wedstrijd 1/2 29 mei 2025 20:00 uur | Telstar                                 | 2 – 2   | Willem II               | Stadion: 711 Stadion, Velsen Toeschouwers: 4.177 Scheidsrechter: Manschot Video-assistent: Van Boekel |
| Wedstrijd 1/2 29 mei 2025 20:00 uur | Sigurgeirsson 56' (e.d.) El Kachati 65' | Verslag | 14' Meerveld 81' Kehrer | Stadion: 711 Stadion, Velsen Toeschouwers: 4.177 Scheidsrechter: Manschot Video-assistent: Van Boekel |
| Wedstrijd 1/2 29 mei 2025 20:00 uur |                                         |         |                         | Stadion: 711 Stadion, Velsen Toeschouwers: 4.177 Scheidsrechter: Manschot Video-assistent: Van Boekel |
| Wedstrijd 1/2 29 mei 2025 20:00 uur |                                         |         |                         | Stadion: 711 Stadion, Velsen Toeschouwers: 4.177 Scheidsrechter: Manschot Video-assistent: Van Boekel |
|                                     |                                         |         |                         | |

| |           |         |                                 | |
| Wedstrijd 2/2 1 juni 2025 18:00 uur | Willem II | 1 – 3   | Telstar                         | Stadion: Koning Willem II Stadion, Tilburg Toeschouwers: 14.500 Scheidsrechter: Makkelie Video-assistent: Dieperink |
| Wedstrijd 2/2 1 juni 2025 18:00 uur | Nizet 17' | Verslag | 6', 58' Kaandorp 12' El Kachati | Stadion: Koning Willem II Stadion, Tilburg Toeschouwers: 14.500 Scheidsrechter: Makkelie Video-assistent: Dieperink |
| Wedstrijd 2/2 1 juni 2025 18:00 uur |           |         |                                 | Stadion: Koning Willem II Stadion, Tilburg Toeschouwers: 14.500 Scheidsrechter: Makkelie Video-assistent: Dieperink |
| Wedstrijd 2/2 1 juni 2025 18:00 uur |           |         |                                 | Stadion: Koning Willem II Stadion, Tilburg Toeschouwers: 14.500 Scheidsrechter: Makkelie Video-assistent: Dieperink |
| Bijz.: Telstar won over twee wedstrijden met een totaalscore van 5 – 3 en is gepromoveerd naar de Eredivisie. Willem II is gedegradeerd naar de Eerste divisie. |           |         |                                 | |

## Play-offs om promotie/degradatie Tweede/Derde divisie
In de play-offs om promotie en degradatie tussen de Tweede en Derde divisie, ging het tussen de nummers 14 en 15 (van de in totaal 16 eerste elftallen) uit de Tweede divisie en de 6 (plaatsvervangende) periodekampioenen uit de Derde divisie A & B.
Bij deze play-offs werden drie ronden gespeeld, ieder over twee wedstrijden. Wanneer de twee wedstrijden samen op een gelijkspel zouden uitkomen, werd er verlengd. Indien er na 2x15 minuten geen winnaar bekend was, werden er strafschoppen genomen.
Daarnaast speelden twee beloftenelftallen om promotie en degradatie tussen de Tweede divisie en Onder 21 competitie.
|  | eerste ronde 28 en 31 mei | eerste ronde 28 en 31 mei | eerste ronde 28 en 31 mei | eerste ronde 28 en 31 mei |   |                  | tweede ronde 4 en 7 juni | tweede ronde 4 en 7 juni | tweede ronde 4 en 7 juni | tweede ronde 4 en 7 juni |  |              | derde ronde 11 en 14 juni | derde ronde 11 en 14 juni | derde ronde 11 en 14 juni | derde ronde 11 en 14 juni |
|  |                           |                           |                           |                           |   |                  |                          |                          |                          |                          |  |              |                           |                           |                           |                           |
|  | Blauw Geel '38            | 2                         | 1                         | 3                         |   |                  |                          |                          |                          |                          |  |              |                           |                           |                           |                           |
|  | vv Noordwijk              | 1                         | 4                         | 5                         |   |                  |                          |                          |                          |                          |  |              |                           |                           |                           |                           |
|  | vv Noordwijk              | 1                         | 4                         | 5                         |   | vv Noordwijk     | 2                        | 3                        | 5                        |                          |  |              |                           |                           |                           |                           |
|  |                           |                           |                           |                           |   | vv Noordwijk     | 2                        | 3                        | 5                        |                          |  |              |                           |                           |                           |                           |
|  |                           | Harkemase Boys            | 2                         | 1                         | 3 |                  |                          |                          |                          |                          |  |              |                           |                           |                           |                           |
|  | SV Meerssen               | Harkemase Boys            | 2                         | 1                         | 3 | 0                | 0                        | 0                        |                          |                          |  |              |                           |                           |                           |                           |
|  | SV Meerssen               |                           |                           |                           |   | 0                | 0                        | 0                        |                          |                          |  |              |                           |                           |                           |                           |
|  | Harkemase Boys            | 3                         | 2                         | 5                         |   |                  |                          |                          |                          |                          |  |              |                           |                           |                           |                           |
|  | Harkemase Boys            | 3                         | 2                         | 5                         |   |                  |                          |                          |                          |                          |  | vv Noordwijk | 1                         | 0                         | 1                         |                           |
|  |                           |                           |                           |                           |   |                  |                          |                          |                          |                          |  | vv Noordwijk | 1                         | 0                         | 1                         |                           |
|  |                           | Kozakken Boys             | 0                         | 4                         | 4 |                  |                          |                          |                          |                          |  |              |                           |                           |                           |                           |
|  | Sportlust '46             | Kozakken Boys             | 0                         | 4                         | 4 | 0                | 0                        | 0                        |                          |                          |  |              |                           |                           |                           |                           |
|  | Sportlust '46             |                           |                           |                           |   | 0                | 0                        | 0                        |                          |                          |  |              |                           |                           |                           |                           |
|  | SVV Scheveningen          | 2                         | 1                         | 3                         |   |                  |                          |                          |                          |                          |  |              |                           |                           |                           |                           |
|  | SVV Scheveningen          | 2                         | 1                         | 3                         |   | SVV Scheveningen | 0                        | 0                        | 0                        |                          |  |              |                           |                           |                           |                           |
|  |                           |                           |                           |                           |   | SVV Scheveningen | 0                        | 0                        | 0                        |                          |  |              |                           |                           |                           |                           |
|  |                           | Kozakken Boys             | 0                         | 1                         | 1 |                  |                          |                          |                          |                          |  |              |                           |                           |                           |                           |
|  | DOVO                      | Kozakken Boys             | 0                         | 1                         | 1 | 2                | 0                        | 2 (7)                    |                          |                          |  |              |                           |                           |                           |                           |
|  | DOVO                      |                           |                           |                           |   | 2                | 0                        | 2 (7)                    |                          |                          |  |              |                           |                           |                           |                           |
|  | Kozakken Boys (w.n.s.)    | 0                         | 2                         | 2 (8)                     |   |                  |                          |                          |                          |                          |  |              |                           |                           |                           |                           |

| Beslissingsronde voor beloftenelftal 3 en 7 juni |                       |   |   |   |
|                                                  |                       |   |   |   |
| O21                                              | Feyenoord O21         | 0 | 3 | 3 |
| TD                                               | Jong Sparta Rotterdam | 3 | 1 | 4 |

1. ↑  vv Noordwijk is gedegradeerd naar de Derde divisie.
2. ↑  Kozakken Boys is gepromoveerd naar de Tweede divisie.
3. ↑  SVV Scheveningen is gedegradeerd naar de Derde divisie.
4. ↑  Jong Sparta Rotterdam blijft in de Tweede divisie.

## Play-offs om promotie/degradatie Derde divisie/Vierde divisie
In de play-offs om promotie en degradatie tussen de Derde divisie A en de Vierde divisie A & D, ging het tussen de nummers 15 en 16 (van de in totaal 18 elftallen) uit de Derde divisie en de 6 (plaatsvervangende) periodekampioenen uit de twee verschillende Vierde divisie-competities.
Bij deze play-offs werden twee ronden gespeeld, ieder over twee wedstrijden. Wanneer de twee wedstrijden samen op een gelijkspel zouden uitkomen, werd er verlengd. Indien er na 2x15 minuten geen winnaar bekend was, werden er strafschoppen genomen.

### Derde divisie A / Vierde divisie A & D
|  | eerste ronde 28 mei en 31 mei/1/4 juni | eerste ronde 28 mei en 31 mei/1/4 juni | eerste ronde 28 mei en 31 mei/1/4 juni | eerste ronde 28 mei en 31 mei/1/4 juni |   |               | tweede ronde 4 en 7/11 juni | tweede ronde 4 en 7/11 juni | tweede ronde 4 en 7/11 juni | tweede ronde 4 en 7/11 juni |
|  |                                        |                                        |                                        |                                        |   |               |                             |                             |                             |                             |
|  | SV Kampong                             | 4                                      | 1                                      | 5                                      |   |               |                             |                             |                             |                             |
|  | Ajax (amateurs)                        | 2                                      | 0                                      | 2                                      |   |               |                             |                             |                             |                             |
|  | Ajax (amateurs)                        | 2                                      | 0                                      | 2                                      |   | SV Kampong    | 0                           | 2                           | 2                           |                             |
|  |                                        |                                        |                                        |                                        |   | SV Kampong    | 0                           | 2                           | 2                           |                             |
|  |                                        | VV Staphorst                           | 2                                      | 2                                      | 4 |               |                             |                             |                             |                             |
|  | SJC                                    | VV Staphorst                           | 2                                      | 2                                      | 4 | 0             | 2                           | 2                           |                             |                             |
|  | SJC                                    |                                        |                                        |                                        |   | 0             | 2                           | 2                           |                             |                             |
|  | VV Staphorst                           | 0                                      | 6                                      | 6                                      |   |               |                             |                             |                             |                             |
|  | VV Staphorst                           | 0                                      | 6                                      | 6                                      |   |               |                             |                             |                             |                             |
|  |                                        |                                        |                                        |                                        |   |               |                             |                             |                             |                             |
|  |                                        |                                        |                                        |                                        |   |               |                             |                             |                             |                             |
|  |                                        |                                        |                                        |                                        |   |               |                             |                             |                             |                             |
|  |                                        |                                        |                                        |                                        |   |               |                             |                             |                             |                             |
|  | Flevo Boys                             | 0                                      | 1                                      | 1                                      |   |               |                             |                             |                             |                             |
|  | Flevo Boys                             | 0                                      | 1                                      | 1                                      |   |               |                             |                             |                             |                             |
|  | Excelsior '31                          | 3                                      | 5                                      | 8                                      |   |               |                             |                             |                             |                             |
|  | Excelsior '31                          | 3                                      | 5                                      | 8                                      |   | Excelsior '31 | 1                           | 2                           | 3                           |                             |
|  |                                        |                                        |                                        |                                        |   | Excelsior '31 | 1                           | 2                           | 3                           |                             |
|  |                                        | JOS Watergraafsmeer                    | 0                                      | 2                                      | 2 |               |                             |                             |                             |                             |
|  | VV Heino                               | JOS Watergraafsmeer                    | 0                                      | 2                                      | 2 | 0             | 0                           | 0                           |                             |                             |
|  | VV Heino                               |                                        |                                        |                                        |   | 0             | 0                           | 0                           |                             |                             |
|  | JOS Watergraafsmeer                    | 0                                      | 1                                      | 1                                      |   |               |                             |                             |                             |                             |

1. ↑  Ajax (amateurs) is gedegradeerd naar de Vierde divisie.
2. ↑  VV Staphorst is gepromoveerd naar de Derde divisie.
3. ↑  Excelsior '31 blijft in de Derde divisie.

### Derde divisie B / Vierde divisie B & C
|  | eerste ronde 28 mei en 31 mei/1/4/8 juni | eerste ronde 28 mei en 31 mei/1/4/8 juni | eerste ronde 28 mei en 31 mei/1/4/8 juni | eerste ronde 28 mei en 31 mei/1/4/8 juni |   |                   | tweede ronde 4/11 en 7/14 juni | tweede ronde 4/11 en 7/14 juni | tweede ronde 4/11 en 7/14 juni | tweede ronde 4/11 en 7/14 juni |
|  |                                          |                                          |                                          |                                          |   |                   |                                |                                |                                |                                |
|  | SV Poortugaal                            | 0                                        | 2                                        | 2                                        |   |                   |                                |                                |                                |                                |
|  | FC 's-Gravenzande                        | 3                                        | 2                                        | 5                                        |   |                   |                                |                                |                                |                                |
|  | FC 's-Gravenzande                        | 3                                        | 2                                        | 5                                        |   | FC 's-Gravenzande | 0                              | 3                              | 3                              |                                |
|  |                                          |                                          |                                          |                                          |   | FC 's-Gravenzande | 0                              | 3                              | 3                              |                                |
|  |                                          | RKSV Groene Ster                         | 1                                        | 4                                        | 5 |                   |                                |                                |                                |                                |
|  | RKAVV                                    | RKSV Groene Ster                         | 1                                        | 4                                        | 5 | 1                 | 0                              | 1                              |                                |                                |
|  | RKAVV                                    |                                          |                                          |                                          |   | 1                 | 0                              | 1                              |                                |                                |
|  | RKSV Groene Ster (w.n.v.)                | 1                                        | 1                                        | 2                                        |   |                   |                                |                                |                                |                                |
|  | RKSV Groene Ster (w.n.v.)                | 1                                        | 1                                        | 2                                        |   |                   |                                |                                |                                |                                |
|  |                                          |                                          |                                          |                                          |   |                   |                                |                                |                                |                                |
|  |                                          |                                          |                                          |                                          |   |                   |                                |                                |                                |                                |
|  |                                          |                                          |                                          |                                          |   |                   |                                |                                |                                |                                |
|  |                                          |                                          |                                          |                                          |   |                   |                                |                                |                                |                                |
|  | RBC                                      | 3                                        | 2                                        | 5                                        |   |                   |                                |                                |                                |                                |
|  | RBC                                      | 3                                        | 2                                        | 5                                        |   |                   |                                |                                |                                |                                |
|  | OJC Rosmalen                             | 2                                        | 1                                        | 3                                        |   |                   |                                |                                |                                |                                |
|  | OJC Rosmalen                             | 2                                        | 1                                        | 3                                        |   | RBC               | 5                              | 0                              | 5                              |                                |
|  |                                          |                                          |                                          |                                          |   | RBC               | 5                              | 0                              | 5                              |                                |
|  |                                          | XerxesDZB                                | 0                                        | 2                                        | 2 |                   |                                |                                |                                |                                |
|  | SV Orion                                 | XerxesDZB                                | 0                                        | 2                                        | 2 | 0                 | 2                              | 2                              |                                |                                |
|  | SV Orion                                 |                                          |                                          |                                          |   | 0                 | 2                              | 2                              |                                |                                |
|  | XerxesDZB                                | 1                                        | 2                                        | 3                                        |   |                   |                                |                                |                                |                                |

1. ↑  FC 's-Gravenzande is gedegradeerd naar de Vierde divisie.
2. ↑  RKSV Groene Ster is gepromoveerd naar de Derde divisie.
3. ↑  OJC Rosmalen is gedegradeerd naar de Vierde divisie.
4. ↑  RBC is gepromoveerd naar de Derde divisie.